# رابرت فالکون اسکات
کاپیتان رابرت فالکون اسکات (۶ ژوئن ۱۸۶۸ – ۲۹ مارس ۱۹۱۲) از افسران نیروی دریایی سلطنتی و مکتشفی بود که فرماندهی دو هیئت در سفر اکتشافی دیسکاوری در فاصلهٔ ۱۹۰۱ تا ۱۹۰۴ و سفر اکتشافی نافرجام ترا نووا در فاصلهٔ ۱۹۱۰ تا ۱۹۱۳ در نواحی جنوبگان را برعهده داشت. اسکات در دومین سفر مخاطره‌آمیزش به قطب جنوب رهبری هیأتی پنج نفره را عهده‌دار بود و در ۱۷ ژانویهٔ ۱۹۱۲ کمتر از پنج هفته از سفر اکتشافی آمونسن به قطب جنوب به قطب رسید. اسکات و چهار نفر همراهش در طی سفر بازگشتشان بر اثر خستگی، گرسنگی و سرمای شدید جان باختند.
در راه برگشت ملاقات برنامه‌یزی شده تیم حمایتی همراه سگ‌ها از بیس کمپ، با وجود راهنمایی‌های مکتوب اسکات شکست خورد و اسکات و همراهانش در فاصله ۱۲٫۵ مایل (۲۰٫۱ کیلومتر) از دپوی بعدی و در فاصله ۱۶۲ مایل (۲۶۱ کیلومتر) از بیس کمپشان در نقطه هوت جانشان را از دست دادند. هنگامی که اجساد اسکات و همراهانش کشف شدند، آنها اولین نمونه فسیل قطبی کشف را به همراهشان داشتند. این فسیل‌ها متعلق به درخت زبان‌سرخس بودند و ثابت کردند که جنوبگان زمانی پوشیده از جنگل بودند و به باقی قاره‌ها متصل بود.
اسکات تا پیش از انتصابش به فرماندهی سفر اکتشافی دیسکاوری، افسر نیروی دریایی سلطنتی در بریتانیای عصر ویکتوریا بود، دوره‌ای که فرصت‌های پیشرفت شغلی برای او یا محدود بود یا دیگر افسران جاه‌طلب در پی تصاحب موقعیت‌های پیش‌آمده بودند. پس اسکات نه از سر علاقه‌مندی به سفرهای اکتشافی به قطب بلکه تنها به منظور متمایز ساختن خود از دیگران برای فرماندهی کشتی دیسکاوری در سفر به قطب جنوب ثبت نام کرد. اما پس از آن او باقی عمرش را به فعالیت در زمینهٔ موضوعات مربوط به جنوبگان اختصاص داد و دوازده سال آخر عمر او با این موضوع عجین شده بود.
به دنبال پخش خبر مرگ اسکات و همراهانش، او به یکی از قهرمانان بریتانیا تبدیل شد و تا بیش از ۵۰ سال این جایگاه را در اختیار داشت. تا آنکه در اواخر قرن بیستم سوالاتی در باره شخصیت و شایستگی وی مطرح شدند. با این حال مفسران در سدهٔ بیست و یکم با اطلاع یافتن از افت دمای ۴۰ درجه سیلسیوس در مارس ۱۹۱۲ و با یافتن و بازخواندن دستورهای او برای کمک کردن به او در راه سفر بازگشت با دیدی مثبت به اسکات می‌نگرند.